# Kővárremete
Kővárremete (románul: Remetea Chioarului) falu Romániában, Máramaros megyében.

## Fekvése
Máramaros megye nyugati részén, Kővárkölcsétől délre, a Lápos folyó bal partján fekvő település.

## Története
Kővárremete mindig a kővári uradalomhoz tartozott, sorsuk is mindvégig közös volt. A későbbiekben a Teleki család kapta meg, s ők maradtak a legnagyobb birtokosai is.
A település a trianoni békeszerződés előtt Szatmár vármegyéhez, és a Nagysomkúti járáshoz tartozott.

## Nevezetességei
- Szent Mihály és Gábriel arkangyalok ortodox fatemplom[1]
- Görögkatolikus temploma